# Tierno (álbum)
Tierno es el cuarto álbum de estudio del cantante mexicano Jan. Fue lanzado mundialmente el 19 de agosto de 2008 por el sello discográfico EMI Televisa Music y debutó en la posición número 3 en el Billboard Hot 200. El primer sencillo del álbum, «Tierno», se estrenó en la estación de radio Corazón Fm el 22 de julio de 2008 y fue lanzado en iTunes el mismo día.Hasta la fecha, el álbum ha logrado vender más de 1 millón de copias a nivel mundial.

## Antecedentes
Después de su reciente boda, y mucho tiempo de ausencia, Jan regresa al mundo de la música con un nuevo disco. El disco se trata de diez canciones que ya fueron éxitos por voces de intérpretes famosos internacionalmente, pero además de estos covers también ha incluido dos temas inéditos. En el material destacan los temas “Tierno”, “Sueños compartidos”, “Señora”, “Mi historia entre tus dedos”, entre otros.
Este disco es un homenaje a esos grandes intérpretes como César Costa, Mocedades, Laureano Brizuela, Franco de Vita, Flans, entre otros,  que han convertido en éxitos los temas. La presentación de su nuevo disco, el cantante decidió realizarlo en el Estado Norteño de Chihuahua el 9 de octubre de 2008.
Jan asegura que después de siete años que vivió alejado de los escenarios musicales extrañaba al público y la vibra que se siente compartir su voz al lado de la gente que corea a todo pulmón mientras interpreta. Su vida desde pequeño ha sido la música, pero por cuestiones del destino la televisión le ha brindado bastante trabajo y éxitos como “Destilando amor” y “Amigas y rivales”, con lo cual le ha permitido estar presente ante su público.
Su ya anterior éxito de su autoría, es el tema “Chiara” que incluye una nueva versión en este álbum, esta versión incluyen arreglos del músico Jorge Avendaño, y decidió hacerlo así por motivo de que se ha convertido en un himno en su carrera por tal motivo lo incluyó, con la seguridad de que esta nueva versión será del agrado del público tanto como él lo disfruto haciéndolo.
Asegura también que este material de éxitos del ayer ha recaudado más utilidades de venta que su anterior disco inédito. Dice no sentirse preocupado por la competencia, pues existen públicos para todos los géneros. Y su disquera pretende promocionarlo en todos los países en los que se han visto sus telenovelas.  En su vida personal le está marchando de maravilla, pues cree que todo el clima de vibra se combina tanto en su vida personal como profesional y por eso le está marchando bien en su carrera, pues esta en plenitud y lleno de amor.
El tema que es punta de lanza de este álbum, “Tierno”, ha roto record de descargas en las páginas de paga por descarga de internet. Jan asegura que no afecta para nada a su carrera el hecho de que su actual éxito sea un tema compuesto por el polémico maestro musical Sergio Andrade, después del escándalo penal que el mismo viviera. Pues asegura que los méritos como músico los tiene y el éxito “Tierno”, fue de los primeros lugares en su época interpretados por Cesar Costa, mismo que lo llevara a la competencia OTI.

### Título y portada
Como parte de la promoción del álbum, se grabó un comercial de 21 segundos, fue publicado en Youtube el 19 de octubre en su canal oficial jancommx y en su página oficial se podía escuchar 15 segundos de cada canción.
Esa misma fecha fue revelada la portada del álbum en la que se observa el busto del actor mientras el mira a su izquierda y la parte inferior las letras pincel jan que ha caracterizado al artista durante su carrera.

## Musical
El ritmo sigue siendo fiel a sus anteriores discos con un ritmo relajado y la potente voz del artista hace que recordemos su primer disco Jan.

## Sencillos

### «Tierno»
El primer sencillo del álbum, Tierno, se lanzó el 22 de julio de 2008 en la estación de radio Corazón FM. Fue puesto en venta mediante descarga digital en iTunes ese mismo día. Fue enviada a las estaciones de radio mexicanas el 11 de octubre. Los críticos elogiaron la producción de Andrade, pero criticaron la falta de contenido lírico, con muchos de ellos citando que la producción y la composición musical eran más destacables que la letra de la canción. No hubo video oficial a pesar de que fue puesto uno en Youtube de manera no-oficial que tenía partes de la película Amor letra por letra.

## Lista de canciones
| N.º | Título                        | Duración |  |
| 1.  | «Tierno»                      | 3:20     |  |
| 2.  | «Mi Historia Entre Tus Dedos» | 5:11     |  |
| 3.  | «Señora»                      | 3:16     |  |
| 4.  | «Te amo»                      | 3:43     |  |
| 5.  | «Sueños Compartidos»          | 4:10     |  |
| 6.  | «Vas A Dejarme Ir»            | 3:57     |  |
| 7.  | «Quién Te Cantara»            | 4:09     |  |
| 8.  | «Fotografía»                  | 4:17     |  |
| 9.  | «Movimiento De Amor»          | 3:39     |  |
| 10. | «Qué Hago Conmigo»            | 4:04     |  |
| 11. | «Chiara»                      | 3:59     |  |
| 12. | «La Escalera»                 | 3:43     |  |

1. ↑   http://www.youtube.com/watch?v=D-8eTDwaINs&context=C49dc06fADvjVQa1PpcFMlOwdmiw94BEWdac7J_0gGWEQLvn65-UU=. Falta el |título= (ayuda)